# Bandeira de Tefé
A bandeira de Tefé é um dos símbolos oficiais do município de Tefé, estado do Amazonas.

## Simbolismo
As quatro cores da bandeira, verde, amarelo, azul e branco são as mesmas da bandeira nacional. A cor amarela tomada isoladamente também representa o Rio Solimões. As cinco estrelas da constelação do cruzeiro do sul simbolizam a sede e seus quatro distritos, enquanto o triângulo simboliza, Deus, pátria e família.